# André Rettberg
André Maarten Rettberg (* 8. Oktober 1957 in den Niederlanden) war Chef der vor allem in Österreich tätigen Buch-, Papier- und Musikhandelskette LIBRO.

## Leben
Rettberg machte eine Ausbildung als Buchhändler und begann bei Libro Salzburg zu arbeiten.
Im Jahr 1984 übertrugen die Konzernmanager Veit Schalle und Gründer Karl Wlaschek die Sanierung der damals angeschlagenen Diskontkette Libro, eine 100 %-Tochter des BML-Konzerns („Billa-Gruppe“; heute: Rewe International), an Andrè Rettberg.
Nach dem Verkauf der „Billa-Gruppe“ an die deutsche Rewe-Gruppe im Jahr 1996 vorerst noch in Wlascheks Privatstiftung verblieben, ging Libro in ein Management Buy Out. Ende 1997 wurde Libro an ein Konsortium aus mehreren Finanzierungs- und Beteiligungsunternehmen, wie auch an einzelne Investoren, unter ihnen auch Rettberg selbst, verkauft. Im November 1999 brachte er die Libro-Aktien an die Wiener Börse. Als Starsanierer in den Medien gefeiert, wurde er 1999 von 22 österreichischen Wirtschaftsjournalisten für das Nachrichtenmagazin News zum „Manager des Jahres“ gekürt.
Durch eine überzogene Expansionspolitik, Übernahme der Buchhandelskette Amadeus und Gründung des Internetunternehmens Lion.cc, gegen Ende der 1990er Jahre schlitterte das Unternehmen zuerst 2001 in den Ausgleich, ein Jahr später in den Konkurs. Rettberg floh daraufhin ins Ausland und tauchte 16 Monate unter.
Ab Juni 2005 hielt sich Rettberg wieder in Österreich auf, da ihm vom Justizministerium freies Geleit bis zur ersten Urteilsverkündung in erster Instanz gewährt wurde. Sein Strafverteidiger war der Österreicher Elmar Kresbach. Im Mai 2006 wurde er wegen versuchter betrügerischer Krida zu drei Jahren Haft, davon acht Monate unbedingt, verurteilt. Dieser Prozess bezog sich aber noch nicht direkt auf die Libro-Insolvenz, sondern auf die versuchte Verschleierung vorhandenen Privatvermögens, um dieses dem Zugriff der Libro-Gläubiger zu entziehen. Das Urteil war zunächst nicht rechtskräftig, da Rettberg eine Nichtigkeitsbeschwerde wegen des möglicherweise falsch zusammengesetzten Schöffensenats einbrachte. Die Generalprokuratur und der OGH sollten den Fall prüfen. Der OGH bestätigte den Schuldspruch. Die angefochtene Strafe von drei Jahren Haft, davon acht Monate unbedingt, verhängt vom Landesgericht Wien, wurde am 15. September 2008 vom Oberlandesgericht Wien bestätigt. Die Haftstrafe hätte er Anfang des Jahres 2009 antreten sollen, er konnte sich jedoch, um das Fortkommen seiner Familie abzusichern, einen einjährigen Strafaufschub erbitten.
Im August 2010 wurde bekannt, dass die Westdeutsche Allgemeine Zeitung (WAZ), die im Jahr 2001 einen Anteil an der Libro-Tochter Lion.cc hielt, eine Anzeige gegen Rettberg bei der Wiener Staatsanwaltschaft eingebracht hat. Es geht dabei darum, dass die WAZ Rettberg und weiteren Verdächtigten unterstellt, 350 Millionen Schilling (umgerechnet 25,7 Millionen Euro) von Lion.cc zur Mutter Libro verschoben zu haben. Die Leiterin der Staatsanwaltschaft bestätigte der Gratiszeitung Heute gegenüber, dass aufgrund der Anzeige der WAZ ein Verfahren gegen Rettberg einleiten werde. Anfang 2011 wurde das Hauptverfahren um den Libro-Konkurs 2002 begonnen, in welchem Rettberg am 21. Juni 2010 zu einer weiteren (nicht rechtskräftigen) Haftstrafe von dreieinhalb Jahren verurteilt wurde. Dagegen wurde wegen der Strafhöhe berufen und eine Nichtigkeitsbeschwerde angekündigt. 

Am 21. Juni 2011 wurde am Landesgericht Wiener Neustadt, rund ein Jahrzehnt nach dem Ausgleich von LIBRO, Andre Maarten Rettberg zu dreieinhalb Jahren Haft als Zusatzstrafe verurteilt. Sollte das Urteil rechtskräftig werden, muss er insgesamt für vier Jahre und zwei Monate ins Gefängnis.